# Ураган (фільм, 1999)
«Ураган» (англ. The Hurricane) — американський фільм-драма Нормана Джуїсона, заснований на реальних подіях.
Об'єднана екранізація кількох творів Рубіна «Урагана» Картера, Сема Чейтона і Террі Свінтона.

## Сюжет
Фільм заснований на реальних фактах з життя чорношкірого боксера Рубіна Картера на прізвисько «Ураган» — головного претендента на чемпіонський титул в середній вазі у червні 1966 року. Після вбивства трьох осіб в одному з барів Нью-Джерсі його звинуватили в цьому страшному злочині і засудили до трьох довічних тюремних термінів.
Сидячи в тюрмі, Картер пише автобіографічну книгу, яка через кілька років за випадком долі трапляється чорношкірому підлітку. Через двадцять років після ув'язнення боксера починається боротьба за його визволення.

## В ролях
- Дензел Вашингтон — Рубін (Ураган) Картер
- Вайселлос Реон Шеннон — Лесра Мартін
- Дебора Кара Ангер — Ліза Пітерс
- Лев Шрайбер — Сем Чейтон
- Джон Ханна — Террі Свінтон
- Ден Гедайя — сержант Делла Песка
- Кленсі Браун — лейтенант Джиммі Вільямс
- Деббі Морган — Маї Тельма
- Дейвид Пеймер — Майрон Бедлок
- Род Стайгер — суддя Сарокін
- Білл Реймонд — суддя